# Wartenhorster Sundern
Koordinaten: 51° 54′ 32″ N, 7° 52′ 55″ O
Das Naturschutzgebiet Wartenhorster Sundern liegt auf dem Gebiet der Gemeinde Everswinkel im Kreis Warendorf in Nordrhein-Westfalen. Das rund 77 ha große Gebiet, das im Jahr 2003 unter der Schlüsselnummer WAF-053 unter Naturschutz gestellt wurde, erstreckt sich südöstlich des Kernortes Everswinkel. Nördlich des Gebietes verläuft die Landesstraße L 793, östlich fließt der Mussenbach, ein linker Zufluss der Ems. Unweit  nordöstlich erstreckt sich das etwa 102,25 ha große Naturschutzgebiet Emsaue und Mussenbachaue.